# Prințesa și Broscoiul
Prințesa și Broscoiul este un film de animație din 2009 regizat de Ron Clements și John Musker. Este produs de Walt Disney Feature Animation și distribuit de Walt Disney Pictures. Premiera românească a avut loc pe 2 aprilie 2010, varianta subtitrată și dublată în limba română, fiind disponibil și pe DVD și Blu-Ray din 22 iulie 2010.
Vocile aparțin Tamarei Buciuceanu (Mama Odie), Simona Nae (Tiana, cântece), Pavel Bartoș (Dr. Facilier- dialog) și lui Adrian Titieni (Tatăl Tianei). 

## Prezentare
"Prințesa și Broscoiul" este un musical și un film de familie ce consemnează reîntoarcerea la animațiile tradiționale în format 2D, stârnind deja o vie controversă legată de faptul că eroina principală este prima prințesă de culoare din istoria bogată a desenelor animate marca Walt Disney.
Povestea se centrează pe viața Tianei, o tânără al cărei vis este să deschidă un restaurant, acest vis fiind inițial al tatălui său și frumoasa prințesă de origine afro-americană, în vârstă de 19 ani, care locuiește împreună cu mama sa, Eudora în luxosul Cartier Francez din New Orleans, în timpul așa-zisei Epoci a Jazz-ului. Acțiunea se complică odată cu apariția nedorită a doctorului Facilier, un magician voodoo și un ghicitor, care joacă rolul personajului negativ al basmului, precum și a mamei Odie - o preoteasa voodoo în vârstă de 200 de ani. Un al personaj important este prietena Tianei, Charlotte, o față de bani-gata care își dorește din toată inima să se căsătoarească cu un prinț și știe că acest lucru va fi posibil pentru că tatăl ei un important om de afaceri. Pata de culoare este reprezentată de Louis, un aligator simpatic care interpretează muzică de jazz la trompetă. Bazat pe clasicul basm al prințului transformat în broască de către un vrăjitor răuvoitor, care redevine om după ce este sărutat de aleasa inimii lui, filmul de față constituie una dintre cele mai frumoase povești de dragoste din toate timpurile.